# Lísies (ministre)
Lísies  (Lysias, Lysías Λυσίας) fou un ministre del rei selèucida Antíoc IV Epífanes.
Va gaudir de la màxima confiança del rei i quan va anar a les províncies del nord de l'imperi li va encomanar la custòdia del seu fill Antíoc i li va donar el comandament únic de les províncies entre l'Eufrates i la mar. Entre els seus encàrrecs estava la de continuar la guerra contra els jueus, i va enviar per això un exèrcit sota comandament de Ptolemeu fill de Dorímenes, Nicanor i Gòrgies; però aquests tres generals foren derrotats prop d'Emmaus per Judes Macabeu (165 aC).
L'any següent va agafar personalment el comandament d'un fort exèrcit però no va arribar a fer cap operació destacada i llavors es van rebre notícies de la mort d'Antíoc a Tabes (Tabae) a Pèrsia; Lísies ràpidament va proclamar rei al seu protegit Antíoc V Eupator sota la seva pròpia regència tot i que segons les instruccions del rei mort, la regència havia de passar en aquest cas a un altre ministre de nom Filip.
El 163 aC va fer una nova expedició contra els jueus acompanyat del jove rei, i van ocupar la fortalesa de Bethsura obligant a Judes a retirar-se cap a Jerusalem on foren assetjats al temple; la manca de provisions estava a punt d'obligar els jueus a rendir-se però llavors Filip va avançar al sud amb un exèrcit que havia reunit i Lísies va concedir un acord de pau als jueus força favorable. Lísies va combatre a Filip al que va derrotar i va fer executar.
La seva autoritat fou llavors indiscutida i el jove rei tenia el suport del senat romà, ja que esperaven que amb un rei jove seria més fàcil acomplir els seus objectius. Els romans van enviar ambaixadors per executar l'acord que s'havia establert amb Antíoc III el Gran, i Lísies no es va poder oposar als arbitraris designis dels ambaixadors romans; però va esclatar una revolta i els ambaixadors romans, dirigits per Octavi, foren assassinats i el mateix Lísies fou sospitós de ser còmplice dels assassins o almenys de permetre el crim. Lísies va enviar ambaixadors a Roma per rebutjar la seva participació en els fets però no va oferir ni l'entrega ni el càstig dels assassins.
El jove príncep Demetri va sortir llavors de Roma on estava com a ostatge i va desembarcar a Tir i el poble es va declarar al seu favor. Lísies i Antíoc foren agafats pel populatxo i entregats a Demetri que va ordenar la seva execució (162 aC).